# ناصر مدني
ناصر مدني (بالفارسية: ناصر مدنی) هو مبارز بالسيف إيراني، ولد في 4 يوليو 1940.

## وصلات خارجية
- ناصر مدني على موقع أوليمبيديا (الإنجليزية)